# Bienvenue à Cedar Rapids
Pour plus de détails, voir Fiche technique et Distribution.
Bienvenue à Cedar Rapids (Cedar Rapids) est un film américain réalisé par Miguel Arteta, sorti en 2011.

## Synopsis
Tim Lippe est un homme qui n’a jamais quitté Brown Valley, sa petite ville natale du Wisconsin aux États-Unis. Il vend des assurances pour Brown Star, entreprise locale. Il est naïf, couche avec Macy — son ancienne institutrice récemment divorcée — et imagine se fiancer avec elle sans comprendre qu'elle ne voit pas leur relation ainsi.
SAAM, une convention annuelle se déroulant à Cedar Rapids dans l'Iowa, approche. Roger, l'employé de Brown Star qui se rendait habituellement à la convention, meurt. Il est retrouvé à moitié nu, une ceinture autour du cou dans sa salle de bain. Le directeur de l'entreprise choisit alors Tim pour représenter Brown Star à la SAAM. Il est chargé de gagner les deux diamants, un prix décerné par Orin Helgesson — le directeur de la SAAM, remporté les trois années précédentes par Brown Valley.
À Cedar Rapids, il devient ami avec Dean Ziegler et Ronald Wilkes, deux confrères qui partagent sa chambre d'hôtel, et avec Joan Ostrowski-Fox, une troisième confrère. Gagner le prix semble difficile : Dean Ziegler lui apprend qu'une pétition circule pour que Brown Star n'obtienne pas le prix, à cause de la manière dont l'ancien employé est mort. Orin Helgesson donne en effet une direction proche de valeurs religieuses à la SAAM.
Tim perd ses inhibitions lorsqu'il boit de l'alcool avec ses nouveaux amis, ce qu'il ne fait pas d'habitude. Il se retrouve dans la piscine de l'hôtel en caleçon, à embrasser Joan qui ne porte plus que sa culotte. Ils sont surpris par Orin. Ils gagnent alors la chambre de Joan et finissent par coucher ensemble.
Le matin, Tim est catastrophé d'avoir couché avec une femme mariée, et d'avoir été aperçu par Orin. Devant son désarroi, Joan lui révèle que Roger payait Orin pour obtenir le prix. Lorsqu'il téléphone à Macy pour lui dire avoir couché avec une autre femme, elle le prend avec détachement, et lui fait comprendre qu'elle a d'autres amants.
Désirant à tout prix gagner le prix, il donne 1 550 dollars à Orin, qui déchire alors la pétition. Lorsque son directeur apprend que Brown Star va recevoir le prix, il annonce à Tim qu'il va vendre l'entreprise à un concurrent, et que l'antenne de Brown Valley fermera. Tim décide alors d'intervenir lors de la remise du prix, et dénonce les conditions d'obtention du prix. Ce retournement de situation rend Brown Star invendable.
Tim fonde alors sa propre entreprise d'assurance, avec ses amis Dean et Ronald.

## Fiche technique
- Réalisation : Miguel Arteta
- Scénario : Phil Johnston
- Musique : Christophe Beck
- Montage : Eric Kissack (en)
- Pays d'origine : États-Unis
- Lieu de tournage : Michigan
- Durée : 87 minutes
- Dates de sortie en festival : 
  -  États-Unis : 23 janvier 2011 (Festival du film de Sundance)
- Dates de sortie en salles : 
  -  États-Unis : 11 février 2011 (sortie limitée)
  -  France : 15 juin 2011

## Distribution
- Ed Helms (VFB : Tony Beck) : Tim Lippe
- John C. Reilly (VFB : Jean-Michel Vovk) : Dean Ziegler
- Anne Heche (VFB : Fabienne Loriaux)  : Joan Ostrowski-Fox
- Isiah Whitlock Jr. (VFB : Christophe Peyroux) : Ronald Wilkes
- Stephen Root (VFB : Benoît Van Dorslaer) : Bill Krogstad
- Kurtwood Smith (VFB : Julien Roy) : Orin Helgesson
- Alia Shawkat (VFB : Carole Baillien) : Bree
- Rob Corddry : Gary
- Mike O'Malley : Mike Pyle
- Sigourney Weaver (VFB : Rosalia Cuevas) : Macy Vanderhei
- Thomas Lennon : Roger Lemke

### Doublage
- Studio de doublage : Dubbing Brothers Belgique
- Directeur artistique : Marie-Line Landerwyn
- Adaptation : Michel Mella
- Enregistrement : Grégory Beaufays
- Mixage: Nicolas Pointet
- Montage : Sébastien Lacheray

## Réception

### Box-office
- États-Unis : 6 849 722 $[1]
- France : 124 entrées[1]